# Batalla de San Jacinto (1867)
La batalla de San Jacinto tuvo lugar el 1 de febrero de 1867 en las inmediaciones de la Hacienda de San Jacinto (ahora poblado de San Jacinto), ubicadas en el municipio de Rincón de Romos, en el estado de Aguascalientes, México, entre elementos del ejército mexicano de la república, al mando de los generales Mariano Escobedo y Jerónimo Treviño y el Segundo Imperio Mexicano comandadas por el general Miguel Miramón, compuesta de soldados franceses, austriacos y conservadores mexicanos durante la Segunda Intervención Francesa en México. Por el bando republicano participaron los coroneles Pedro Martínez y Francisco O. Arce.

## Antecedentes
Al enterarse el general Mariano Escobedo de la Toma de Zacatecas por las tropas de Miguel Miramón y la casi captura de Benito Juárez, decidió avanzar con dirección a Zacatecas y atacar a Miramón. Escobedo unió las fuerzas con las que contaba en Mexquitic y las del general Jerónimo Treviño y se puso al frente de ellas para combatir en la batalla. Al ser informado Miramón de la proximidad de Escobedo, decide huir con dirección al centro.

## Batalla
El general Mariano Escobedo logra cerrar la huida del imperio en la hacienda de San Jacinto el 1 de febrero de 1867. La batalla comenzó en un principio en la hacienda de Ledesma hasta que finalmente se desarrolló en la de San Jacinto, batiendo las tropas republicanas por la retaguardia y por ambos flancos a las tropas imperiales. Esta fue una derrota total para el imperio, pues perdieron muchos hombres y armamento.

## Conclusiones
Mariano Escobedo tomó prisioneros aproximadamente a 800 imperialistas de los cuales 600 eran antiguos soldados conservadores mexicanos de la Guerra de Reforma y el resto soldados franceses y austriacos; de estos, 107 fueron fusilados por orden del general Escobedo de diez en diez, lo que hizo a esta victoria republicana una carnicería sin precedentes. Según algunos historiadores se dice que los fundamentos que llevaron a Mariano a fusilar tantos prisioneros fue que los imperialistas habían ya hecho lo mismo durante la guerra fusilando a todos los oficiales prisioneros de guerra del bando republicano y le parecía indispensable hacer un castigo. Pero la verdadera razón por la que el general Escobedo mandó fusilar a los prisioneros fue para castigarlos por la masacre que habían hecho entre la población civil luego de tomar por asalto Zacatecas. Uno de los fusilados al término de la batalla fue el general Joaquín Miramón, hermano de Miguel. Durante tres días se realizaron las ejecuciones en el propio campo de batalla.
- Datos: Q5722899